# Sini (écriture)
Le sini est un type de calligraphie destiné aux adaptations de l'alphabet arabe en Chine. Cela pourrait désigner tous les styles utilisés par les chinois musulmans ; mais en pratique cela désigne le style gras ressemblant à la calligraphie chinoise écrite avec du crin de chevaux. Le sini utilise souvent des motifs floraux ou abstraits qui ne contredisent pas l'enseignement traditionnel de l'islam.
Ce style est utilisé dans les mosquées de Chine, principalement à l'est du pays, mais aussi dans les provinces de Gansu, Ningxia et Shaanxi.

## Galerie

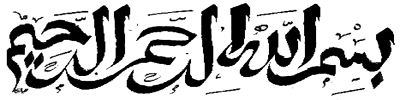
Un exemple d'écriture Sini.
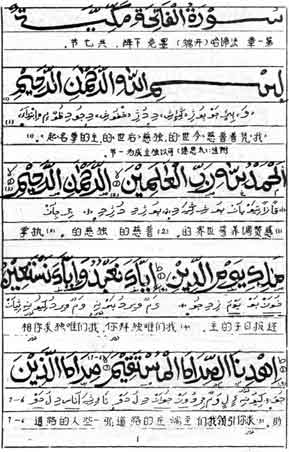
Coran avec traduction en Chinois.
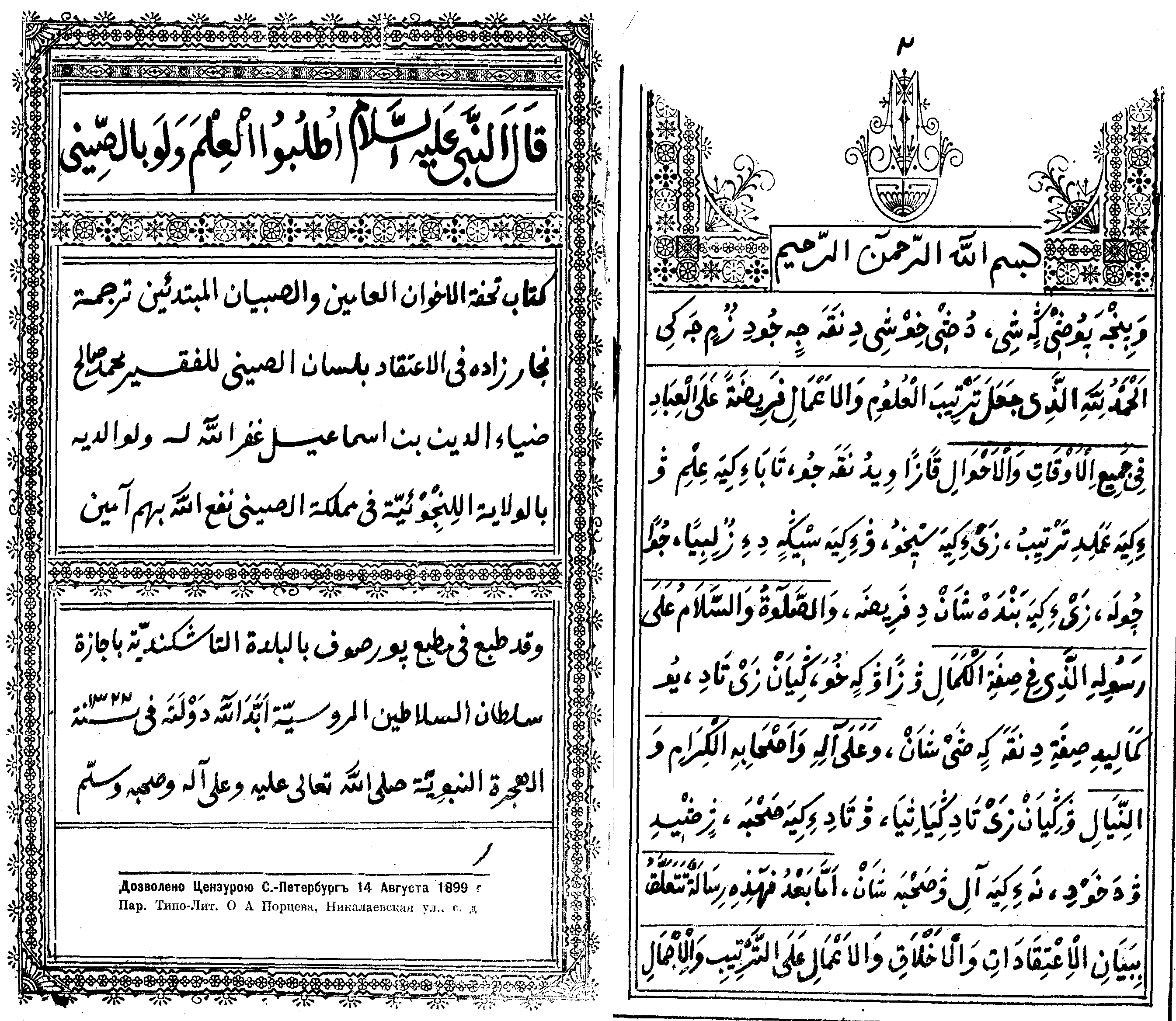
Livre de prière musulman avec traduction en chinois, publié à Tachkent en 1899.
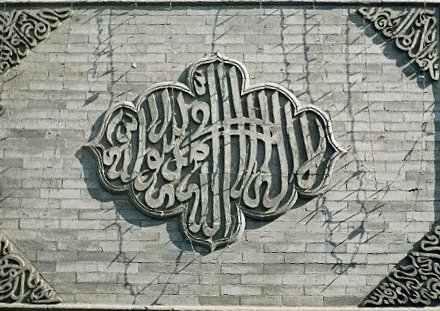
Calligraphie d'une mosquée chinoise.
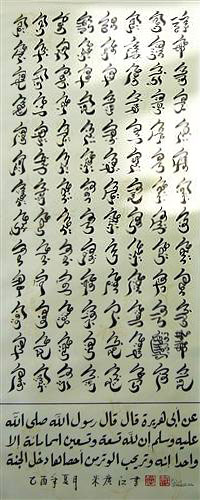
Les noms d'Allah en chinois et en caractères Sini.
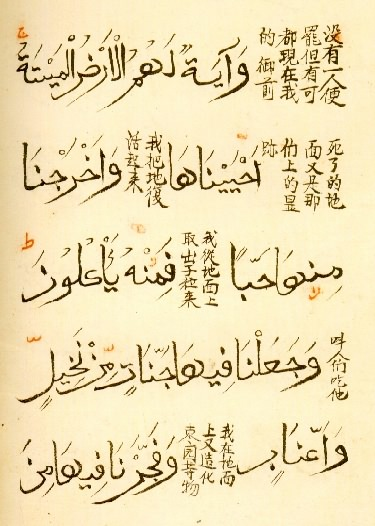
Un coran chinois.
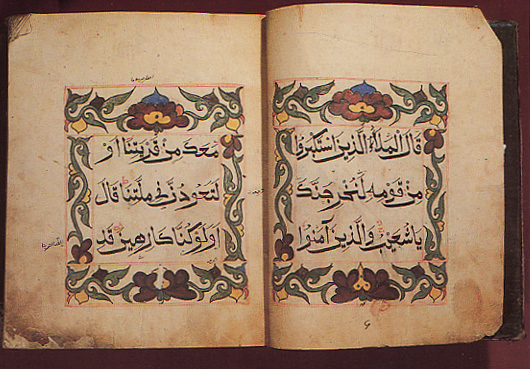
Un coran manuscrit en sini.